# Distretto di Pak Ou
Il distretto di Pak Ou è uno degli undici distretti (mueang) della provincia di Luang Prabang, nel Laos.